# Waldzustandsbericht
Waldzustandsbericht, früher Waldschadensbericht genannt, ist eine auf Ebene der deutschen Bundesländer gebräuchliche Bezeichnung für das Ergebnis einer jährlichen Waldzustandserhebung, bei der anhand einer Stichprobe von ca. 10.000 Bäumen der Vitalitätszustand des Waldes erfasst wird. Auf Bundesebene werden die Ergebnisse dieses forstlichen Umweltmonitorings jährlich vom Bundesministerium für Ernährung und Landwirtschaft (BMEL) unter dem Titel Ergebnisse der Waldzustandserhebung herausgegeben.

## Rechtsgrundlagen

### International
Ausgehend von der Genfer Luftreinhaltekonvention von 1979 und dem Internationalen Kooperationsprogramm Wälder (ICP Forests) verabschiedeten das Europäische Parlament und die EU-Kommission 1986 die Verordnung (EWG) Nr. 3528/86 „Schutz des Waldes gegen Luftverschmutzung“ und schrieben damit die jährliche Erhebung des Kronenzustandes für die Mitgliedstaaten der EU verbindlich vor. Dieses sogenannte Level I-Programm wurde im Jahr 1994 durch Level II (Waldklimastationen) ergänzt. Das Waldzustandsmonitoring wird seitdem auf zwei Ebenen durchgeführt: Einerseits auf systematisch über den gesamten Mitgliedstaat verteilten Beobachtungsflächen (Level I) und andererseits auf Intensivbeobachtungsflächen (Level II). Zuletzt war die EU-einheitliche Durchführung und Ko-Finanzierung des Waldmonitorings in der Verordnung (EG) Nr. 2152/2003 („Forest Focus“) verbindlich geregelt. Diese Verordnung ist zum 31. Dezember 2006 ausgelaufen und damit eine verbindliche Regelung für die EU-Mitgliedstaaten entfallen.
Eine Weiterentwicklung der Finanzierung erfolgte im Rahmen der Verordnung (EG) Nr. 614/2007. In den Jahren 2009 bis 2011 wurde die Weiterentwicklung und Implementierung eines europaweiten forstlichen Monitoringsystems im Rahmen des LIFE+-Projektes Forest Monitoring System („FutMon“) durch die EU-Kommission, vertreten durch die Generaldirektion Umwelt gefördert. Ziel war die Etablierung eines europäischen harmonisierten, forstlichen Monitoringsystems mit verbesserter Methodenstandardisierung und Effektivität, das politikrelevante Informationen über den Zustand der europäischen Wälder liefert. Beteiligt an dem Projekt waren 38 Institutionen aus 24 EU-Mitgliedstaaten.

### National
Mit Wirkung zum 1. Januar 2014 trat die Verordnung zum Forstlichen Umweltmonitoring (ForUmV) auf Grundlage des § 41a Bundeswaldgesetz (BWaldG) in Kraft. Die jährliche Kronenzustandserhebung im 16 × 16 km Raster (Level I) und das Intensivmonitoring (Level II) sind Bestandteil der gemeinsamen Grundlagendatenerhebung der Bundesländer.
Folgende Grunddaten zur Vitalität der Wälder und zu Wirkungszusammenhängen in Waldökosystemen werden auf den Level-II-Flächen erhoben (§ 1 ForUmV):
1. Kronenzustand,
2. Baumwachstum,
3. Nadel- und Blattanalysen,
4. Bodenvegetation,
5. atmosphärische Stoffeinträge,
6. Streufall,
7. Bodenwasser nach Menge und Zusammensetzung,
8. Bodenzustand,
9. meteorologische Parameter,
10. Phänologie,
11. Luftqualität.

Das Thünen-Institut stellt die Daten im Auftrag des Bundesministeriums für Ernährung und Landwirtschaft (BMEL) zusammen und wertet sie aus (§ 41a Abs. 2 BWaldG).

## Datenerhebung

### Geschichte
Im Sommer 1983 gab es die ersten Erhebungen in den Bundesländern. 1984 folgten die ersten Berichte im gesamten Bundesgebiet und ab 1986 dann auch in Europa. Auslöser war der Begriff vom „Tannensterben“, der Schreckensbilder aus dem Schwarzwald, dem südlichen Alpenrand und aus dem Schweizer Jura in die Öffentlichkeit transportierte (s a. Waldsterben). Aktueller Auslöser war nach heutigem Verständnis eine schwere Trockenperiode im Frühsommer 1976, die vor allem bereits vorgeschädigten Weißtannen schwer zusetzte. Es folgte 1978/79 ein sehr harter Winter mit schweren Frostschäden.
Die Auswirkungen des sauren Regens und die diesem zu Grunde liegenden Schadstoffquellen wie Abgase aus Industrie und Straßenverkehr auf die „neuartigen Waldschäden“ wurden erforscht. Mit dem Waldschadensbericht erfasste das Bundeslandwirtschaftsministerium die kranken Bäume. Außerdem wurde die Wirkung von Maßnahmen untersucht, die bereits um 1970 eingeleitet worden waren: Dazu zählten einerseits gesetzliche Regelungen wie das Bundes-Immissionsschutzgesetz, die TA Luft oder die Verordnung über Großfeuerungs-, Gasturbinen- und Verbrennungsmotoranlagen und andererseits deren konkrete technische Umsetzung. Dies betraf sowohl den einzelnen Verbraucher mit der Einführung des Fahrzeugkatalysators und des bleifreien Benzins, die Industrie mit der verordneten Nachrüstung von Filtern und Rauchgasentschwefelung als auch die Forstwirtschaft, wo das Ausbringen von Kalk (Calciumcarbonat) in den Wäldern empfohlen wurde.

### Verordnung über Erhebungen zum forstlichen Umweltmonitoring (ForUmV)
Die Daten werden gem. § 2 ForUmV nach einem terrestrischen Stichprobenverfahren mit systematischer Stichprobenverteilung über das gesamte Gebiet der Bundesrepublik Deutschland mindestens im 16 × 16 km Quadratverband erhoben. Die Beobachtungsflächen für Erhebungen im Rahmen eines Intensivmonitorings sollen die wichtigen Waldökosysteme auf dem Gebiet der Bundesrepublik Deutschland sowie unterschiedliche Ausprägungen bedeutsamer Standort- und Belastungsfaktoren abbilden. Die Bundesländer wählen dazu mindestens eine Beobachtungsfläche pro 256 Tausend Hektar Waldfläche aus. Dieselben Bäume werden einmal jährlich zwischen Anfang Juli und Ende August untersucht. Beurteilungsmaßstab ist die Verlichtung der Baumkronen im Vergleich zu einer voll belaubten bzw. benadelten Krone. Die Abweichung von einer vollständigen Belaubung wird in 5 %-Stufen geschätzt.
Die 5 %-Stufen werden zu breiteren Klassen, den sogenannten Schadstufen zusammengefasst:
| Schadstufe | Verlichtung | Bezeichnung                            |
| ---------- | ----------- | -------------------------------------- |
| 0          | 0–10 %      | Ohne Kronenverlichtung                 |
| 1          | 11–25 %     | Warnstufe (schwache Kronenverlichtung) |
| 2          | 26–60 %     | Mittelstarke Kronenverlichtung         |
| 3          | 61–99 %     | Starke Kronenverlichtung               |
| 4          | 100 %       | abgestorben                            |

## Funktion
Die Waldzustandsberichte dienen zur Erfüllung der Aufgaben des Bundeswaldgesetzes (BWaldG) sowie zur Durchführung von Rechtsakten der Europäischen Union oder völkerrechtlich verbindlicher Vereinbarungen (§ 41a Abs. 1 und 3 BWaldG). Gem. § 1 BWaldG soll der Wald wegen seiner Nutz-, Schutz- und Erholungsfunktion erhalten, die Forstwirtschaft gefördert und ein Ausgleich zwischen dem Interesse der Allgemeinheit und den Belangen der Waldbesitzer herbeigeführt werden.
So sind die Waldzustandsberichte für den Wissenschaftlichen Beirat für Waldpolitik eine wichtige Datenbasis, auf dessen Grundlage er Vorschläge zur Umsetzung der Waldstrategie 2020 der Bundesregierung erarbeitet.
Die Berichte geben auch praktische Entscheidungshilfen für das Risikomanagement in Forstbetrieben durch waldbauliche Maßnahmen (z. B. Baumartenwahl, Pflege- und Nutzungskonzepte) oder für Maßnahmen des Bodenschutzes (z. B. Bodenschutzkalkung). Außerdem erleichtern sie den einzelnen Bundesländern die forstliche Rahmenplanung nach den Landeswaldgesetzen anhand waldspezifischer Daten und beeinflussen die finanzielle Förderung der Forstwirtschaft.
Gegenüber dem Waldforum der Vereinten Nationen besteht eine Berichtspflicht.

## Langzeitmonitoring
Die Daten der bundesweiten Waldzustandserhebung zeigen eine räumliche Verlagerung der Hauptschadensgebiete und -baumarten seit den 1990er Jahren. Während früher Bodenversauerung mit seinen Folgen im Boden oder sogar direkte Rauchgasschäden zu einem Absterben der Bäume führten, sind heute vor allem Fichtenbestände in den Lagen unter 500 Metern durch starken Borkenkäferbefall betroffen, Buchen durch Trockenheit und Eichenbestände durch Insektenschäden (Eichen-Prozessionsspinner).

## Ursachen
Die Kronenverlichtung zeigt den Gesundheitszustand von Waldbäumen an. Auf den Waldzustand wirken verschiedene Faktoren ein, die sich in ihrer Wirkung gegenseitig verstärken oder abschwächen können. Hierzu gehören das Baumalter und die Veranlagung der einzelnen Bäume, die gegenwärtige und frühere Bewirtschaftung, Standortfaktoren, der Eintrag von Luftschadstoffen und anderes. Abhängig vom Ausmaß und von der Geschwindigkeit, mit der sie sich vollzieht, führt der Klimawandel zu zusätzlichen Risiken für den Wald.
Als Schadursachen wirken weiterhin unerwünschte Anreicherung der Böden mit Stickstoff, Wildverbiss, die Klimaveränderung, natürliche Einflüsse wie Trockenstress oder ausgeprägte Fruchtbildung und das Auftreten von Schadorganismen. Unter Schadorganismen fallen krankheitserregende Pilze oder Insekten wie Borkenkäfer oder blattfressende Schmetterlingsraupen. Der Kronenzustand der Buchen und Eichen hat sich in den letzten Jahrzehnten gegenüber dem Beginn der Erhebung im Jahr 1984 deutlich verschlechtert. Die Fichte zeigt seit Beginn der 1990er Jahre keinen klaren Trend der Verbesserung oder Verschlechterung des Kronenzustands. Die Kiefer ist seit Beginn der 1990er Jahre der Baum mit der geringsten Kronenverlichtung.

## Ausgewählte Ergebnisse und Bewertung

### Ergebnisse im Jahr 2003
- Fichte (Picea abies): schwere Schäden: 27 Prozent, schwache Schäden: 43 Prozent
- Kiefer (Pinus sylvestris): schwere Schäden: 13 Prozent, schwache Schäden: 53 Prozent
- Buche (Fagus sylvatica): schwere Schäden: 30 Prozent, schwache Schäden: 46 Prozent
- Eiche (Quercus robur und Q. petraea): schwere Schäden: 39 Prozent, schwache Schäden: 44 Prozent

Die im Bericht genannten Einflussfaktoren auf den Waldzustand sind: Wetter, Fruktifikation, Schädlinge und die Stoffeinträge in den Wald durch den Menschen.
Das Wetter war im Jahr 2002 und im Frühjahr 2003 (bis zum Abschluss der Erhebung) vorteilhaft, weil warm und regenreich. Die im August einsetzende extrem lange Hitzeperiode, fast ohne jeden Regen, fand im Wesentlichen keinen Eingang mehr in den Bericht. Die Fruktifikation hatte im Berichtszeitraum so gut wie keine negativen Auswirkungen auf die Schätzwerte. Infolge des warmen Wetters waren daher massive vorbeugende Maßnahmen erforderlich: Bekämpfung von Borkenkäfer, Schmetterlingsraupen wie z. B. der Nonne, Hochlagenerkrankung der Buche, Maikäfer, Wurzelhalsfäule und der Kastanien-Miniermotte; dies schlug sich im Waldzustandsbericht negativ nieder. Die innerhalb der Luftschadstoffe gemessenen hohen Konzentrationen des bodennahen Ozons würden sich allerdings erst im nächsten Bericht wiederfinden. Ferner wurden die Stoffeinträge von Schwefel auf 9 kg/ha und die von Stickstoff auf 18 kg/ha beziffert. Im europäischen Teil des Waldzustandsberichtes wurde eine ähnliche Situation wie in Deutschland beschrieben.

### Ergebnisse im Jahr 2012
Insgesamt hat sich der Zustand 2012 im Vergleich zum Vorjahr verbessert. Der Anteil der nicht geschädigten Bäume betrug 39 % (2011: 37 %), der von Bäumen mit schwachen Schäden 36 % (2011: 35 %). Alle schweren Schäden zusammen machten 25 % (2011: 28 %) aus.
- Fichte (Picea abies): schwere Schäden: 27 Prozent, schwache Schäden: 35 Prozent
- Kiefer (Pinus sylvestris): schwere Schäden: 11 Prozent, schwache Schäden: 39 Prozent
- Buche (Fagus sylvatica): schwere Schäden: 38 Prozent, schwache Schäden: 40 Prozent
- Eiche (Quercus robur und Q. petraea): schwere Schäden: 50 Prozent, schwache Schäden: 33 Prozent

### Ergebnisse im Jahr 2020
Im Jahr 2020 betrug der Anteil der Bäume mit intakten Kronen lediglich 21 Prozent. Dies war der schlechteste Zustand seit Beginn der Erhebungen im Jahr 1984. Ursachen seien Dürre, Stürme und Schädlinge.

### Ergebnisse im Jahr 2022
Am 21. März 2023 erklärte das BMEL in einer Pressemitteilung:

„Waldzustandserhebung: 4 von 5 Bäumen sind krank – Waldumbau drängt“

Gleichzeitig wurde die Langversion des Waldzustandsberichtes für 2022 veröffentlicht. Demnach hat sich der (gefährdete) Zustand des Waldes im Vergleich zu 2021 weder verbessert noch verschlechtert. „Im Vergleich zu den anderen Baumarten weist die Fichte die höchste Mortalitätsrate auf.“

### Ergebnisse im Jahr 2023
Am 13. Mai 2024 wurde der Waldzustandsbericht für das Jahr 2023 veröffentlicht:
Der Anteil der Waldfläche, die keine Kronenverlichtung aufweist, lag bei 20 %. Der Anteil der schweren Schäden (Schadstufe 2–4) hat sich seit 2022 von 35 % auf 36 % kaum verändert.
- Fichte (Picea abies): schwere Schäden 43 % (+3 % Vorjahr), keine Schäden 17 % (-7 % Vorjahr)
- Kiefer (Pinus sylvestris): schwere Schäden 24 % (-4 % Vorjahr), keine Schäden 23 % (+10 % Vorjahr)
- Buche (Fagus sylvatica): schwere Schäden 46 % (+1 % Vorjahr), keine Schäden 15 % (-6 % Vorjahr)
- Eiche (Quercus robur und Q. petraea): schwere Schäden 44 % (+4 % Vorjahr), keine Schäden 17 % (-2 % Vorjahr)

## Regionale Waldzustandsberichte
Regionale Waldzustandsberichte sind aus unterschiedlichsten historischen Quellen bekannt. Die Verfügbarkeit der Dokumentationen für diese Berichte hat sich im 21. Jahrhundert merklich verbessert.

### Waldzustandsberichte zu Ländern in der Bundesrepublik Deutschland
Seit 1945 wurden Aufzeichnungen zum Zustand der Wälder neu aufgesetzt. Die Formate der Berichte sind uneinheitlich. Von etlichen Bundesländern wurden und werden jeweils eigene Waldzustandsberichte publiziert.
Waldzustandsberichte 2022 der Länder wurden wie folgt dokumentiert:
```
   Baden-Württemberg
   Bayern
   Berlin
   Brandenburg
   Bremen (keine Veröffentlichung)
   Hamburg (kein Bericht)
   Hessen
[
36
]

   Mecklenburg-Vorpommern
   Niedersachsen
   Nordrhein-Westfalen
[
37
]

   Rheinland-Pfalz
   Saarland
   Sachsen
   Sachsen-Anhalt
   Schleswig-Holstein
   Thüringen
```

Nachfolgend ein Ausschnitt aus Berichten und Ergebnissen.

#### Hessen
Für den Zustand der Wälder in Hessen sind langjährige Aufzeichnungen bekannt. „Die Ergebnisse der Waldzustandserhebung zeigen 2019 bis 2022 die seit 1984 höchsten Anteile an stark geschädigten Bäumen.“

#### Mecklenburg-Vorpommern
Im Bundesland Mecklenburg-Vorpommern wurden nach der Wiedervereinigung seit 1992 Waldzustandserhebungen durchgeführt. Der im Januar 2024 erschienene Waldzustandsbericht 2023 für Mecklenburg-Vorpommern geht auf den Zustand der Baumarten und auf die besondere Lage des Waldbrandschutzes in Mecklenburg-Vorpommern ein. Nach den Dürrejahren und Schädlingsbefall 2018 bis 2020 hat sich die Situation entspannt, die Grundwassereserven zeigen sich erholt. Als „gesund“ wird nur jeder sechste Baum (~17%) angesehen.

#### Nordrhein-Westfalen
Die Waldzustandserhebung (WZE) wurde 1984 als Instrument zur Einschätzung des Gesundheitszustandes der Wälder eingeführt. Für den Bericht 2022 wurde zusammengefasst: 

„[…] setzt sich der insgesamt negative Trend der sogenannten Vitalitätsverschlechterung seit dem Beginn der Waldzustandserhebung im Jahr 1984 fort. Insgesamt sind 135.000 Hektar Wald in Nordrhein-Westfalen sogenannte Schadflächen, die durch das Zusammenwirken von Stürmen, Sommerdürren und Massenvermehrungen von Fichtenborkenkäfern entstanden sind. Somit ergibt sich von 2018 bis zum September 2022 eine Schadholzgesamtmenge von rund 44,7 Mio. Festmetern. Mittlerweile summieren sich die Vorratsverluste in der Baumart Fichte auf ca. 57 Prozent des Fichtenvorrats in Nordrhein-Westfalen.“